# Giovanni Cinqui
Giovanni Cinqui (Scarperia, 1667 – Firenze, 1743) è stato un pittore italiano.

## Biografia
Discepolo di Pier Dandini, dipinse per la Villa medicea dell'Ambrogiana, su incarico di Cosimo III la Vita di Cristo, della Vergine, di San Giovanni Battista.  Affrescò l'interno del Palazzo di Gino Capponi a Firenze e l'oratorio della Villa di Lilliano nel 1703. Fece anche pitture per la corte di Spagna, che però andarono perdute durante il viaggio.